# Tête d'enfant de trois quarts à droite
Vous lisez un « bon article » labellisé en 2019.  Il fait partie d'un « thème de qualité ».
La tête d'enfant de trois quarts à droite est un dessin réalisé à la pointe d'argent sur papier par le peintre florentin Léonard de Vinci, appartenant au Codex Vallardi et conservé au département des arts graphiques du musée du Louvre à Paris.
Ce dessin de petites dimensions est un portrait de la tête d'un très jeune enfant. Il constitue l'étude préparatoire à la tête du petit Jean Baptiste présent sur la version conservée au musée du Louvre de La Vierge aux rochers, dont le commanditaire est la Confrérie de l'Immaculée Conception. Vraisemblablement réalisé vers 1483, il appartient aux trois dernières études connues se rapportant à ce tableau.
Tout de mélancolie et d'intériorité, le dessin s'inscrit dans le thème apprécié par l'artiste de la représentation des bébés. Toutes les qualités de dessinateur de Léonard de Vinci apparaissent dans ce dessin qui a subi par la suite des retouches ayant pu faire douter de son caractère autographe.

## Description

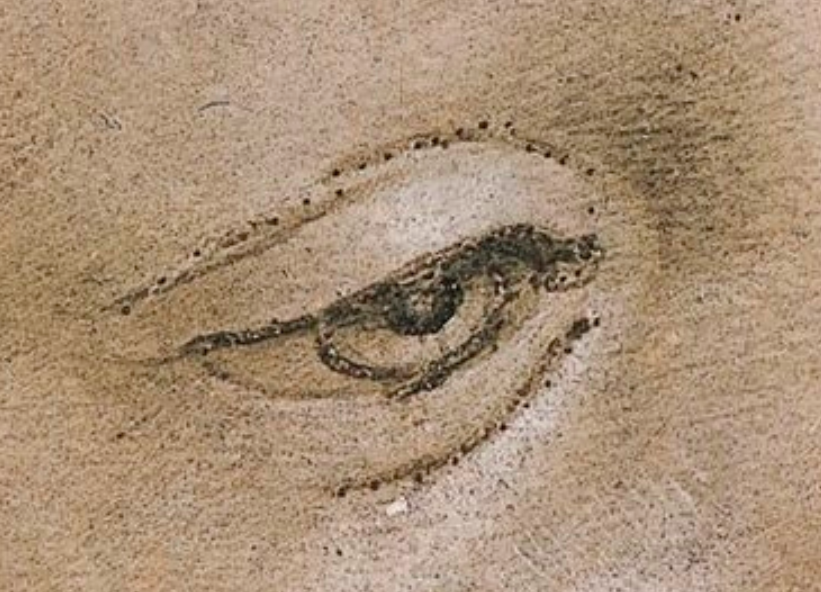
Détail : des traces de piqûres sont visibles sur les contours des paupières. Elles indiquent un report du dessin sur un autre support.

Le dessin de la Tête d'enfant de trois quarts à droite a pour support une feuille de papier préparée avec du gris-beige. Cette feuille est irrégulièrement découpée puis marouflée sur une autre feuille de papier, plus épaisse et préparée avec du gris-brun,. Le support de dessin de forme ovoïde a pour dimensions 13,4 × 11,9 cm ; la feuille sur laquelle ce dernier est collé est de dimensions 16,9 × 14,0 cm. Il est réalisé à la pointe de métal rehaussée de blanc. En outre, il bénéficie de reprises à l'encre avec plume et pinceau,,. Enfin il présente des marques de piqûre sur les contours des yeux, du nez, de l'oreille et du sommet du crâne. Au dos de la feuille, se trouvent des tracés et des annotations à la plume et à l'encre brune.
Le dessin représente la tête d'un enfant très jeune dont le reste du corps n'est pas évoqué, à part un fragment de l'épaule gauche indiqué par un trait situé sous le milieu du menton. Son visage est vu de trois quarts face sur son côté droit. En outre, l'angle de la tête suggère un mouvement de rotation vers la droite. Enfin, la lumière vient de la droite du spectateur comme l'indiquent les rehauts de blanc sur le front et les pommettes de l'enfant.

## Historique

### Contexte de création

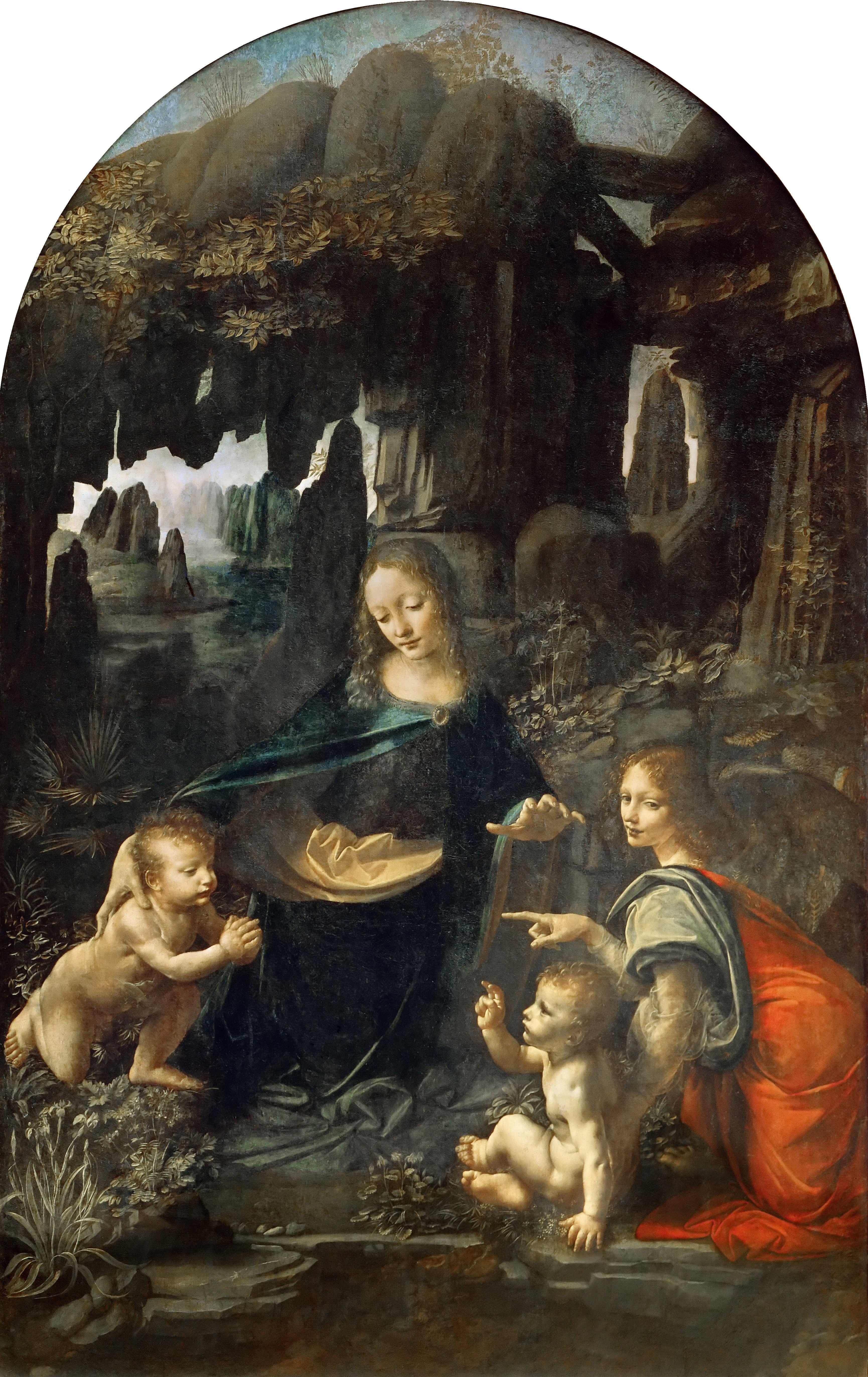
La Vierge aux rochers (1483-1486, Paris, musée du Louvre, inv.777). Le visage du bébé à gauche, identifié avec saint Jean Baptiste, a pour modèle la Tête d'enfant de trois quarts à droite.

Au moment de la création du dessin de la Tête d'enfant de trois quarts à droite, Léonard de Vinci a trente ans. Il vient de s'installer à Milan après avoir quitté quelques années plus tôt l'atelier florentin de Verrocchio. Il est alors un artiste reconnu mais il n'est pas suffisamment installé à Milan et n'a pas encore les relations lui permettant de recevoir assez de commandes pour vivre de son art. La rencontre avec un peintre à réputation locale, Giovanni Ambrogio de Predis, lui est donc très utile : peintre bien introduit dans la cour de Ludovic Sforza dit le More, de Predis lui permet de se faire connaître de l'aristocratie locale. C'est ainsi qu'il est mandaté pour la décoration d'un retable, celui de l'Immaculée Conception, lui-même pièce maîtresse d'une chapelle nouvellement bâtie, entre 1475 et 1480, au sein de l'église Saint-François-Majeur de Milan : trois artistes interviennent afin d'en assurer la dorure du bois de charpente et des parties sculptées ainsi que la peinture sur les panneaux. À Léonard de Vinci échoit la création du panneau central qui prendra par la suite le titre de La Vierge aux rochers : le dessin s'inscrit dans le cadre de cette création dont il constituerait un fragment du carton original.

### Attribution et datation

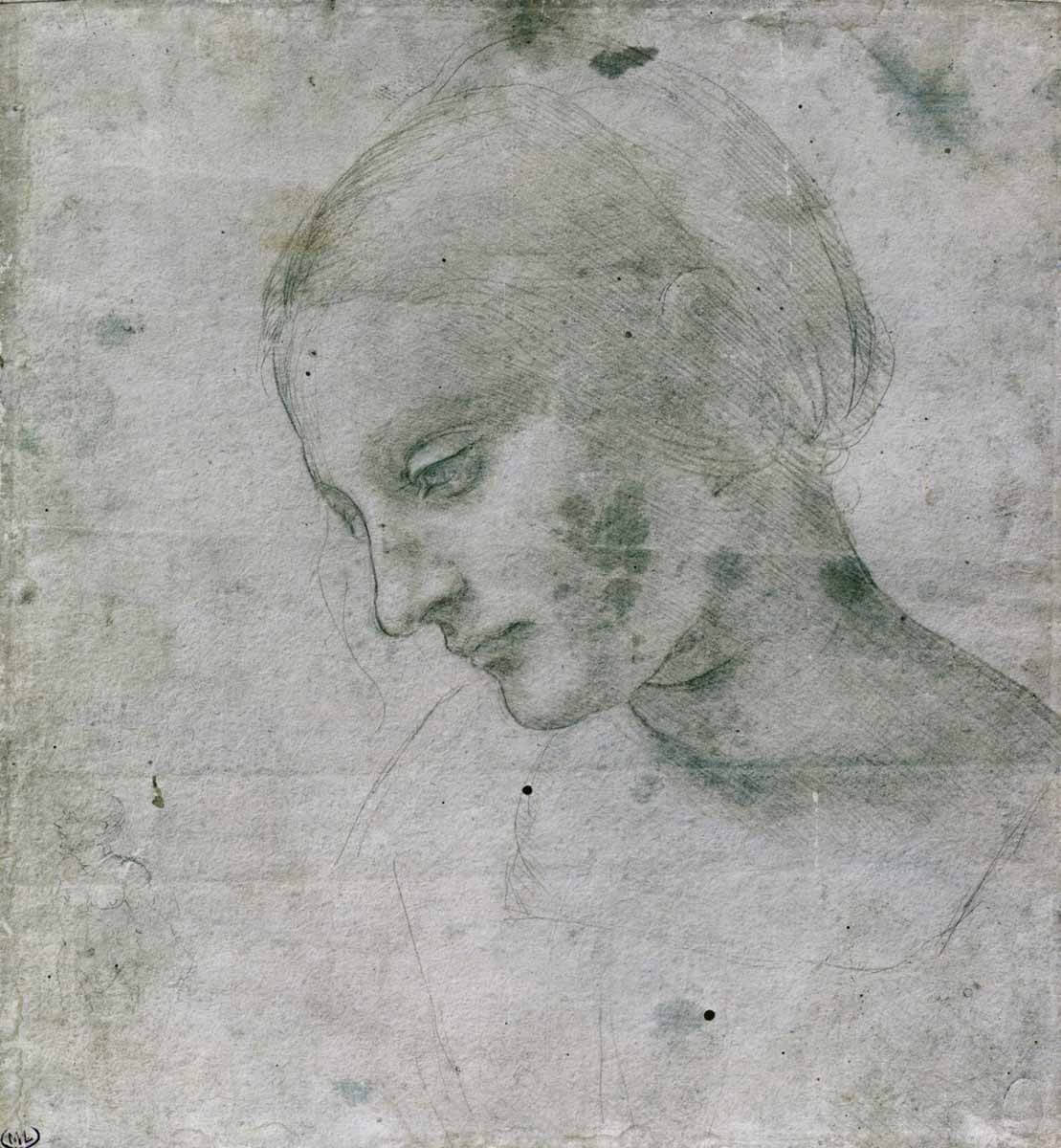
La Tête d'enfant de trois quarts à droite bénéficie d'une attribution à Léonard de Vinci par des comparaisons techniques et stylistiques de cette Tête de femme presque de profil qui date du début des années 1490 (Paris, Département des arts graphiques du musée du Louvre, INV 2376, Recto).

Les historiens de l'art ont longtemps considéré que le dessin provenait de l'entourage — élèves ou atelier — de Léonard de Vinci, comme Ambrogio de Predis ou Giovanni Antonio Boltraffio. La raison en est principalement la présence de certains traitements techniques qui, à l'évidence, ne sont pas de la main du maître, tels que des rehauts de blanc et des reprises à la plume. 
Néanmoins, il apparaît que ces traitements sont postérieurs à la création de l'œuvre comme l'indique la présence de dessins sous-jacents dans ces zones. Et, de fait, il est possible de considérer que la Tête d'enfant de trois quarts à droite aurait pu servir de support pédagogique selon une pratique courante dans l'atelier du maître,. C'est ainsi que l'ensemble des chercheurs modernes considèrent désormais Léonard comme son auteur, : la maîtrise technique qui s'y déploie — comme la restitution des ombres sur la joue et la tempe — ainsi que la comparaison avec d'autres dessins du peintre — comme avec la Tête de femme presque de profil, étude datant du début des années 1490 pour le tableau de la Madone Litta — constituent autant d'éléments qui plaident pour cette attribution. L'historienne de l'art Françoise Viatte résume ainsi ce nouvel état de la recherche en ces termes : « Ici, dans l'intensité de l'expression et dans la restitution du volume uniquement par le traitement de la lumière, ce visage est la création de Léonard et de nul autre. »
De fait, la technique que le maître y déploie le situe ainsi à la période florentine de sa production. De plus, l'ensemble des chercheurs confirment que le dessin est bien une étude, voire un carton pour le visage de l'enfant Jean le Baptiste dans la version du Louvre du tableau de La Vierge aux rochers auquel il se superpose presque parfaitement. Ces éléments permettent donc de le dater vers 1483,.

### Cheminement de l'œuvre
Après être passé dans les collections des peintres et collectionneurs d'art anglais Peter Lely (1618-1680) puis Jonathan Richardson (1665-1745), le dessin est acquis par le marchand d'estampes et antiquaire Giuseppe Vallardi (1784-1861). Ce dernier le vend en 1856 au musée du Louvre au sein d'un codex qui porte son nom, une collection de dessins de divers artistes de la Renaissance. Il est depuis cette date conservé au département des arts graphiques du musée à Paris.

## Création
Le dessin de la Tête d'enfant de trois quarts à droite est vraisemblablement créé en tant que carton préparatoire à la version du Louvre de La Vierge aux rochers. En effet, la tête se superpose presque parfaitement — à part ses paupières — avec celle du petit saint Jean Baptiste. De fait, le carton présente sur le contour de la tête un grand nombre de marques de piqûres indiquant un report sur un autre support. Néanmoins cette dernière hypothèse demeure fragile puisque ce report par piqûres peut être postérieur à la création de La Vierge aux rochers et donc ne pas avoir été effectué par Léonard de Vinci mais par un de ses élèves sur une de ses propres productions. De son côté, Carlo Pedretti, historien de l'art spécialisé dans l'œuvre de maître, a un temps émis l'hypothèse que le dessin constituait plutôt une étude pour une Madone au chat avant de se ranger à l'avis de ses collègues.
La vie de l'œuvre n'a pas cessé avec sa création puisqu'elle a par la suite subi de nombreuses retouches, comme la reprise de certains traits ou des ajouts de rehauts de blancs sur l'oreille, la partie inférieure du menton et la joue. L'étude montre que ces derniers ont été effectués par un droitier et ne peuvent donc être de Léonard qui était gaucher.

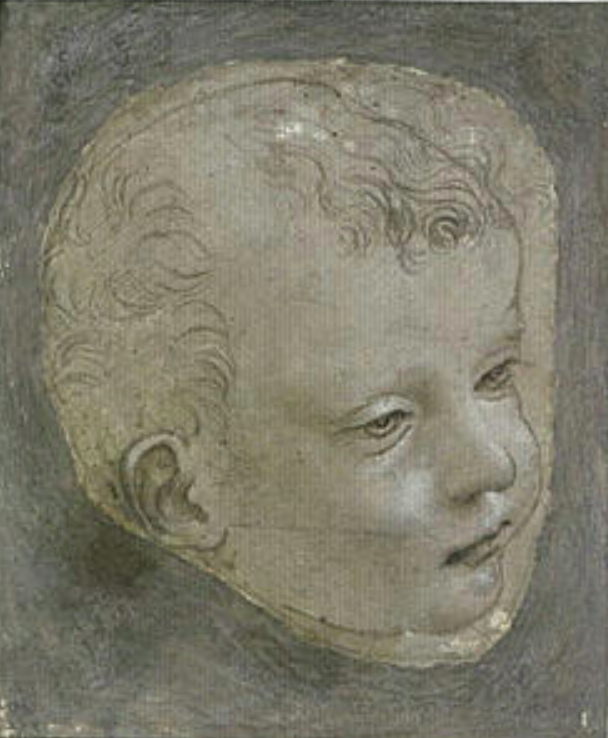
Étude pour la tête de saint Jean Baptiste bébé.
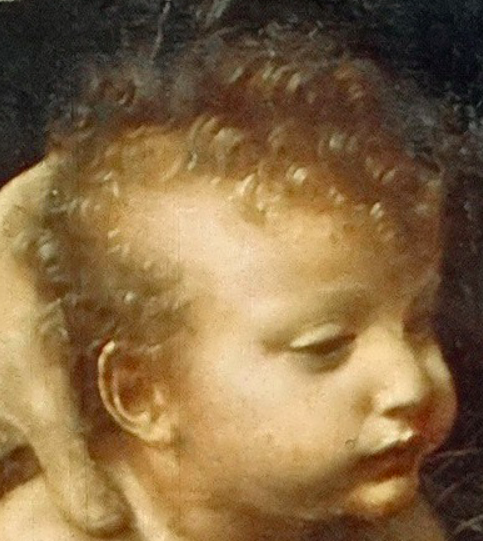
Sa mise en œuvre au sein de La Vierge aux rochers (détail).

Seules trois études pour la version du Louvre de La Vierge aux rochers nous sont parvenues : outre la Tête d'enfant de trois quarts à droite, une Tête de jeune femme, dessin considéré comme une étude préparatoire à la tête de l'archange Uriel (conservée à la Bibliothèque royale de Turin) et une autre présumée de Léonard pour la main de l'ange qui désigne le petit Jean Baptiste (conservée dans la bibliothèque royale du château de Windsor),,,.

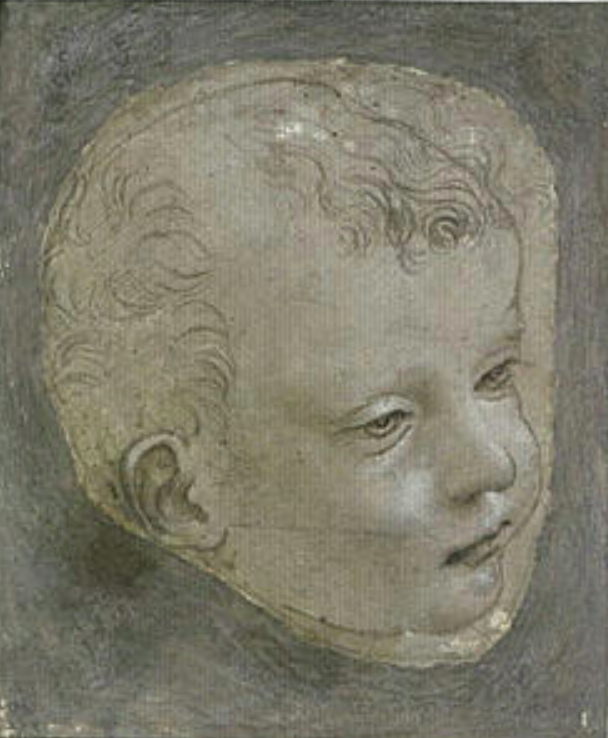
Tête d'enfant de trois quarts à droite (vers 1483, Paris, Louvre, département des arts graphiques, inv. 2347).
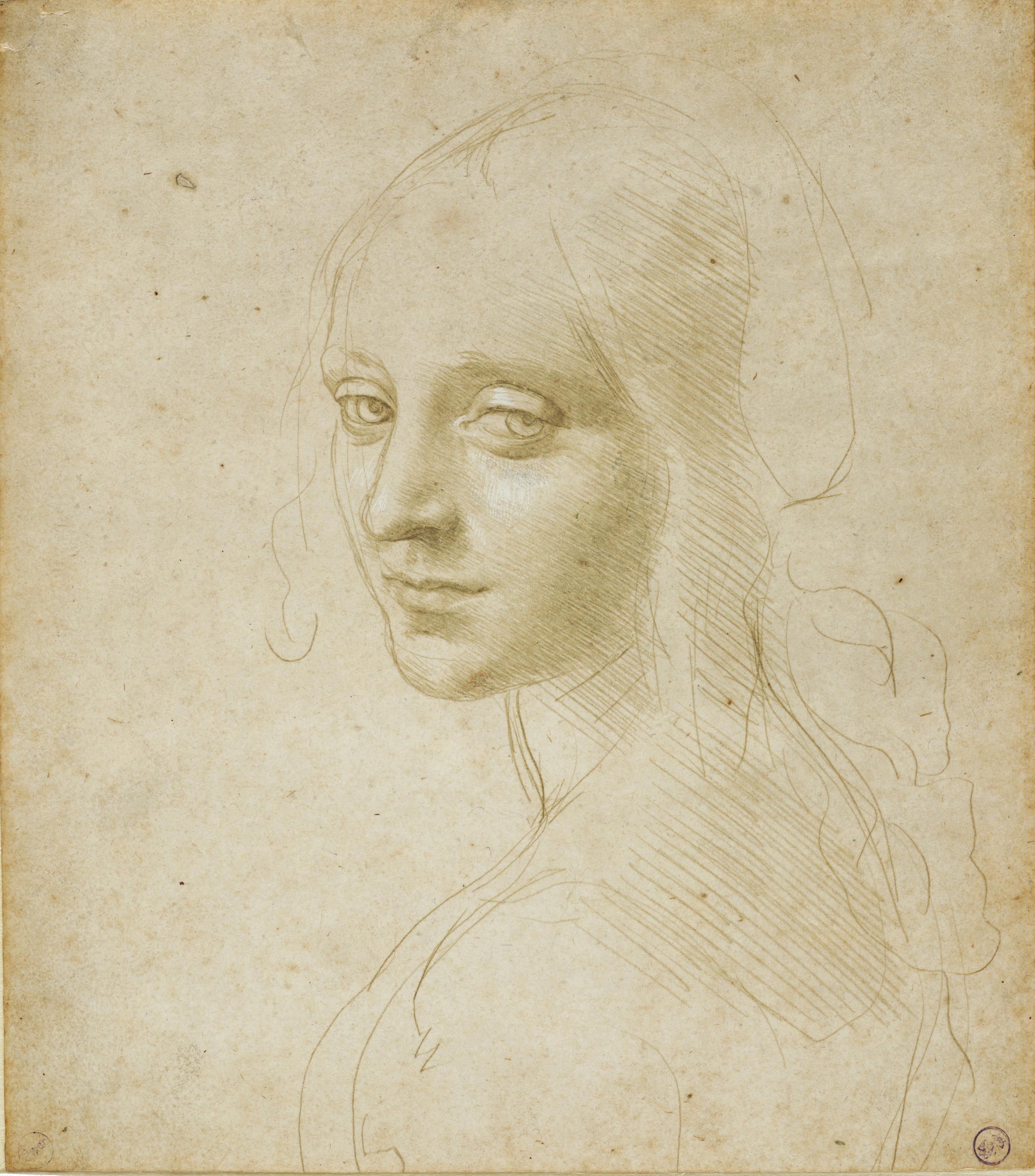
Étude pour la tête de l'ange Uriel (vers 1483, Turin, bibliothèque royale, inv. 15572 DC).
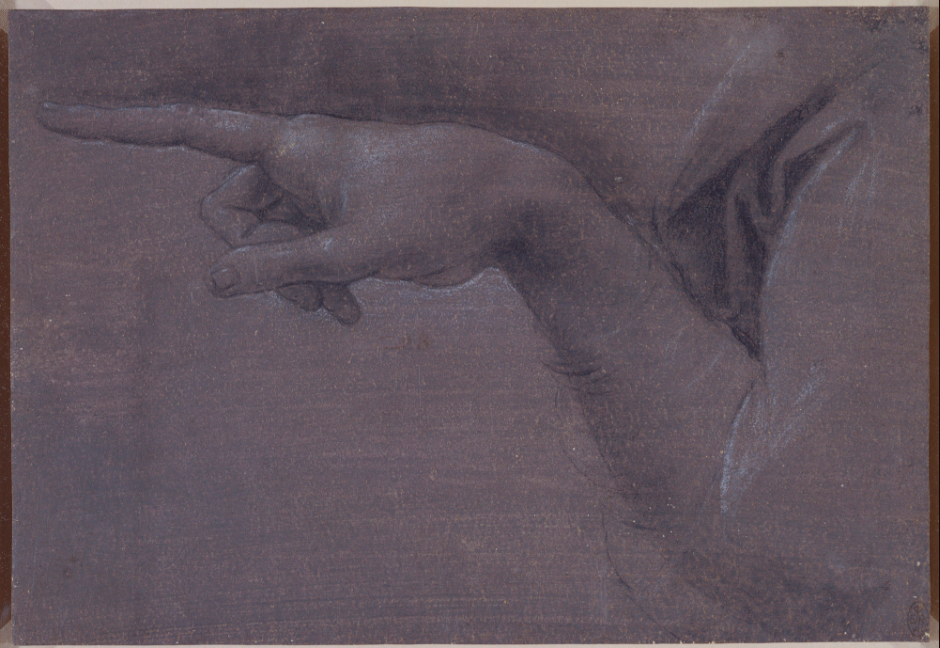
Étude pour la main de l'ange (dessin présumé de Léonard de Vinci, vers 1483 ou 1517-1520, château de Windsor, Royal Library, inv. RCIN 912520).

## Analyse

### Léonard et la représentation d'enfants

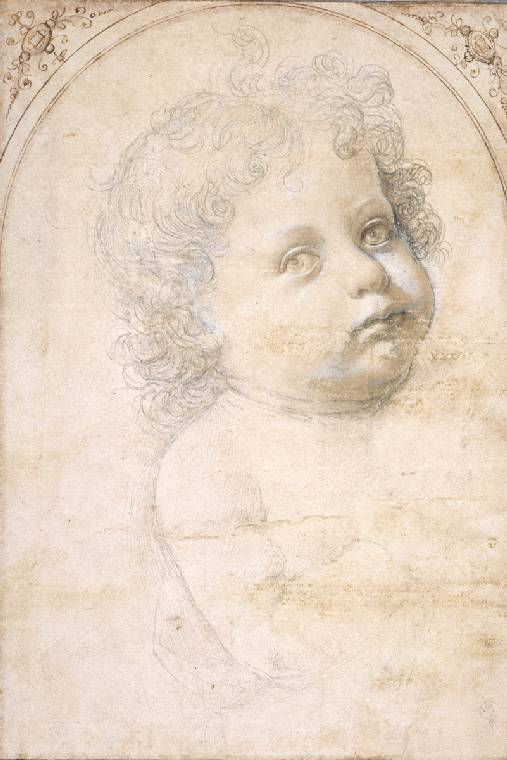
Le maître de Léonard de Vinci, Verrocchio, lui a certainement transmis le goût de la représentation de l'enfant (Andrea del Verrocchio, années 1480, Tête et épaules d'enfant tournés vers la droite, Cambridge, Fitzwilliam Museum, n° d'inv. 2930).

Lors de la création du dessin de la Tête d'enfant de trois quarts à droite vers 1483, Léonard de Vinci pratique déjà le portrait d'enfant et en a certainement reçu le goût de son maître Verrocchio qui lui en a probablement transmis les schémas de base. De fait, le dessin de bébé fait partie des thèmes de prédilection que Léonard de Vinci explore de ses débuts à Florence jusqu'à la fin de sa vie en France. Il fait preuve d'une réelle virtuosité dans leur représentation, comme en témoignent les différentes études qu'il réalise tout au long de sa carrière. Ces dessins sont produits dans le cadre profane de représentations appartenant à la mythologie (représentation des vents par exemple) mais bien plus souvent, ils le sont dans le cadre de la thématique de la Madone à l'Enfant (Nativité, l'Adoration des Mages) mais aussi de représentations mettant en scène Jésus et saint Jean-Baptiste (La Vierge aux rochers, le groupe de la Sainte Anne). Dans ce dernier cas, au sein duquel s'insère la Tête d'enfant de trois quarts à droite, les deux figures prises ensemble constituent alors souvent un groupe autonome que le maître aime à représenter.

Exemples de dessins de Léonard de Vinci sur le thème de l'enfant : sujet profane, Vierge à l'Enfant et Jésus et Jean le Baptiste.
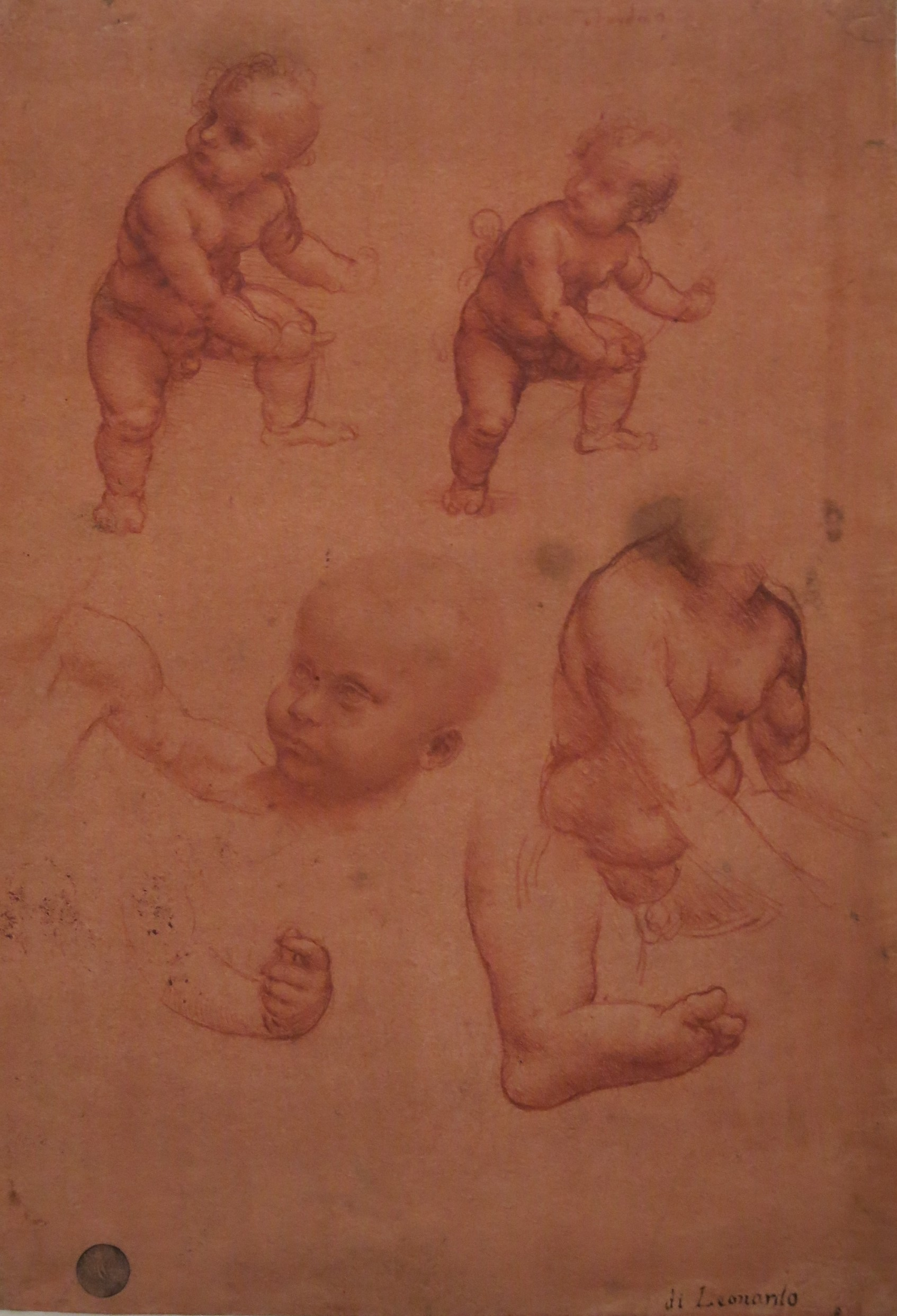
Étude pour l'enfant Jésus, vers 1501-1510, Venise, Gallerie dell'Accademia, inv.257[25].
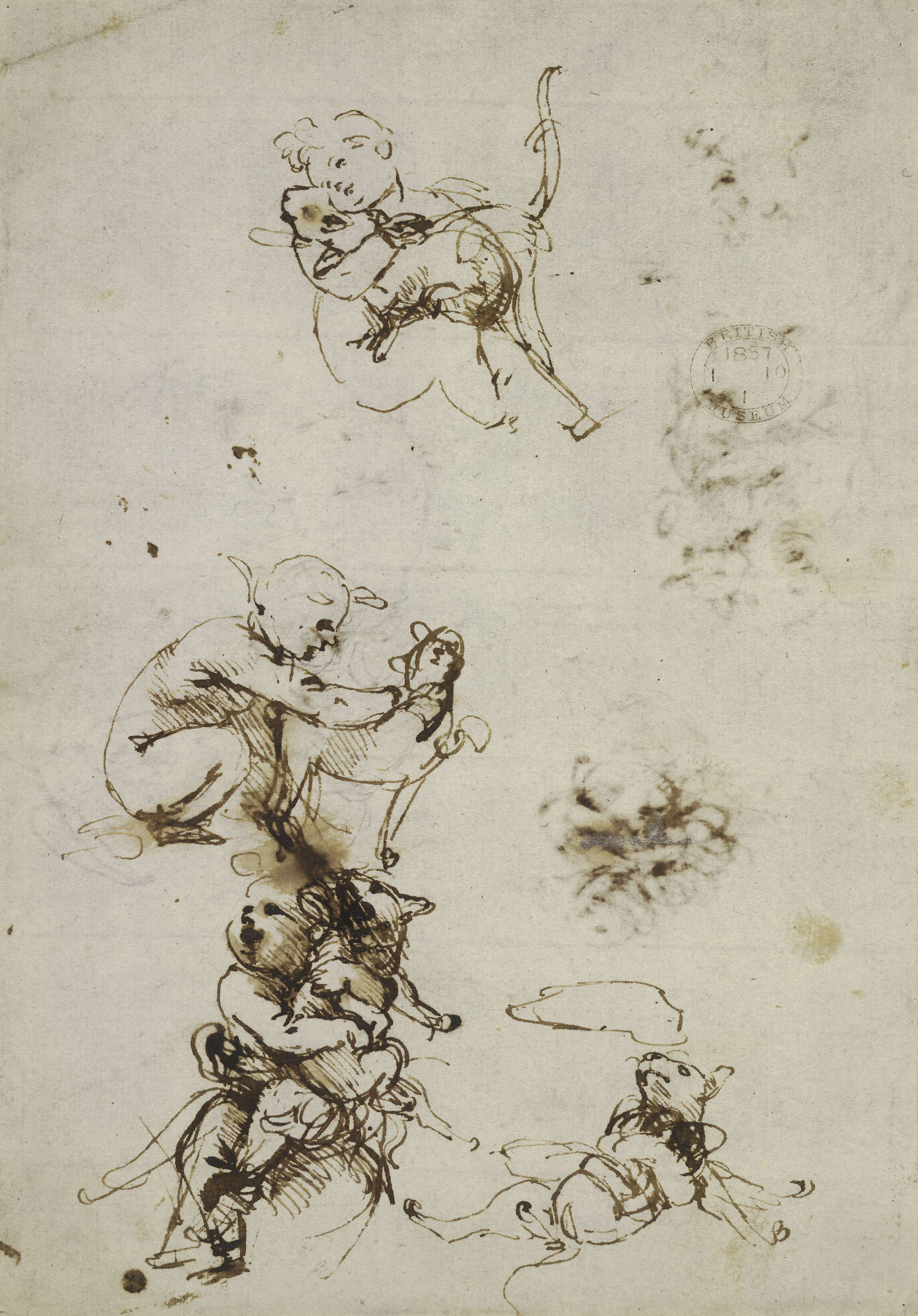
Études d'enfant jouant avec un chat, vers 1478, Londres, British Museum, n° d'inventaire 1857,0110.1 - recto.
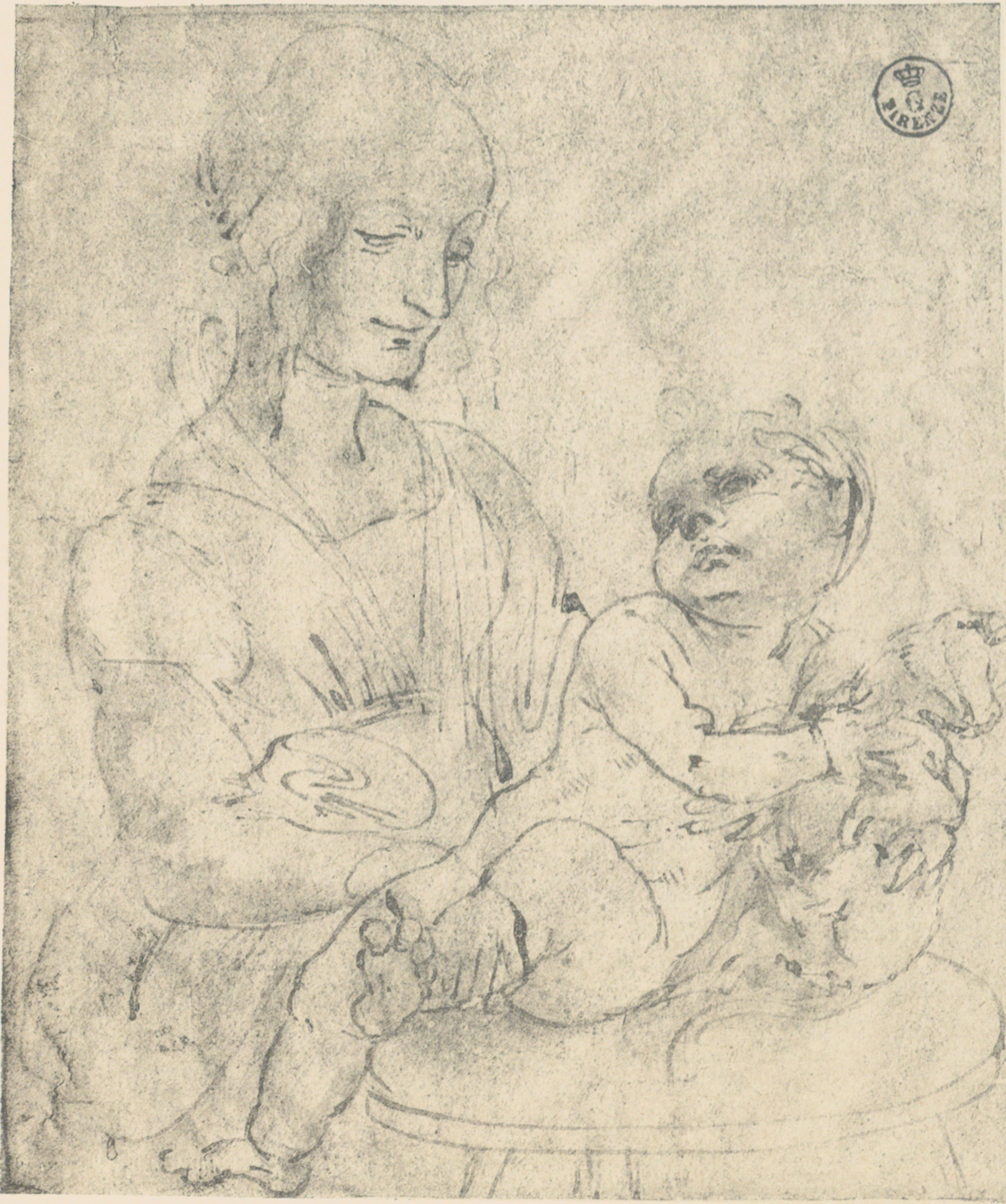
Vierge à l'Enfant caressant un chaton, vers 1480, Florence, galerie des Offices, n° d'inventaire 421 E r.
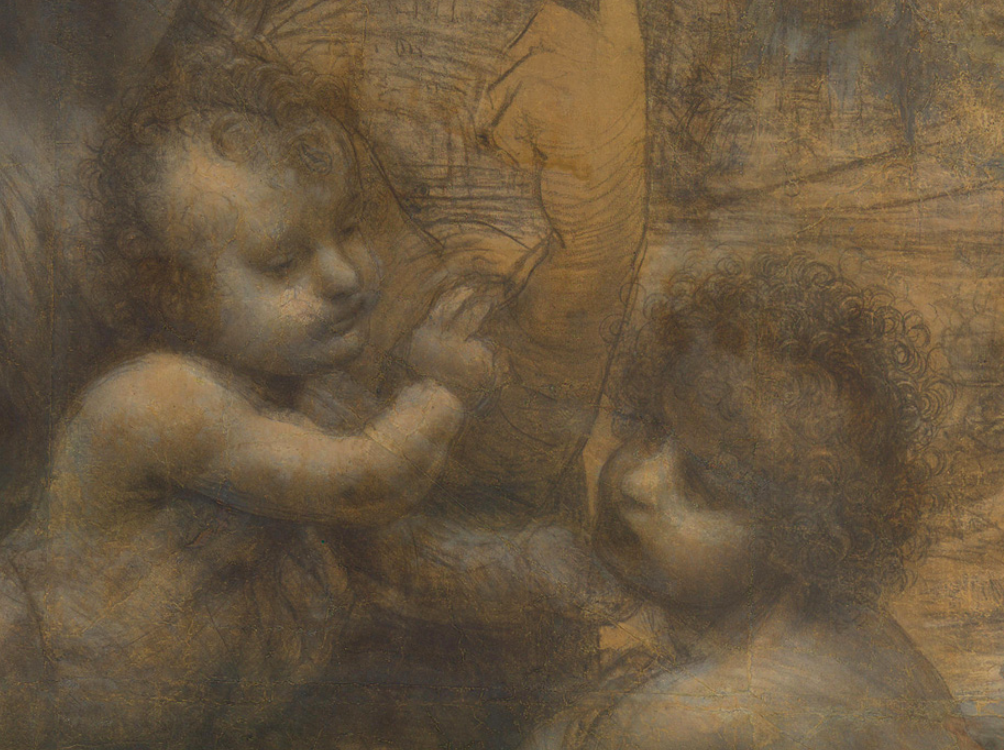
La Vierge, l'Enfant Jésus, sainte Anne et saint Jean-Baptiste (détail du carton), vers 1499-1500, Londres, National Gallery.

### Une œuvre mélancolique
Le dessin est volontiers décrit comme dégageant une certaine mélancolie : en effet, l'expression de l'enfant est faite d'intériorité, celui-ci apparaissant pensif avec son regard incliné. Cela pourrait manifester une volonté de traduire le mystère de la rencontre entre saint Jean Baptiste et Jésus tel qu'il est représenté dans La Vierge aux rochers.

## Postérité
Léonard de Vinci est connu pour la réutilisation de ses recherches d'une œuvre sur l'autre. Le réemploi du dessin de la tête d'enfant de trois quarts à droite est ainsi visible sur le dessin sous-jacent de la version londonienne de La Vierge aux rochers grâce à l'imagerie scientifique. Cette version présente en effet un projet dont le peintre a porté les premières esquisses avant de les recouvrir pour la création de sa Vierge : un enfant, que les chercheurs identifient cette fois à Jésus et dont les traits se superposent avec lui, quoiqu'en miroir.
De la même manière, le dessin aurait été utilisé par Boltraffio, élève de Léonard et peintre réputé pour lui avoir emprunté certains motifs : ainsi, dans son tableau La Vierge à l'Enfant, le visage du petit Jésus est un net réemploi du dessin de la Tête d'enfant. Selon toute vraisemblance, Boltraffio aurait utilisé pour cela non pas le dessin du Louvre mais une copie transférée de ce dessin.
Ce visage se retrouve également dans une lunette peinte à fresque dans le cloître du couvent de l'Église Sant'Onofrio au Janicule (italien : Chiesa di Sant'Onofrio al Gianicolo), à Rome : une Vierge à l'Enfant avec donateur peinte par Cesare da Sesto, un autre disciple du maître florentin.
Le dessin a fait l'objet de nombreuses expositions en hommage au peintre, dont l'une a lieu entre novembre 2011 et février 2012 à la National Gallery à Londres. À cette occasion paraît le catalogue d'exposition Leonardo da Vinci : painter at the Court of Milan sous la direction de Luke Syson et Larry Keith.

Le dessin de Léonard de Vinci sert de base de travail à de nombreux suiveurs.
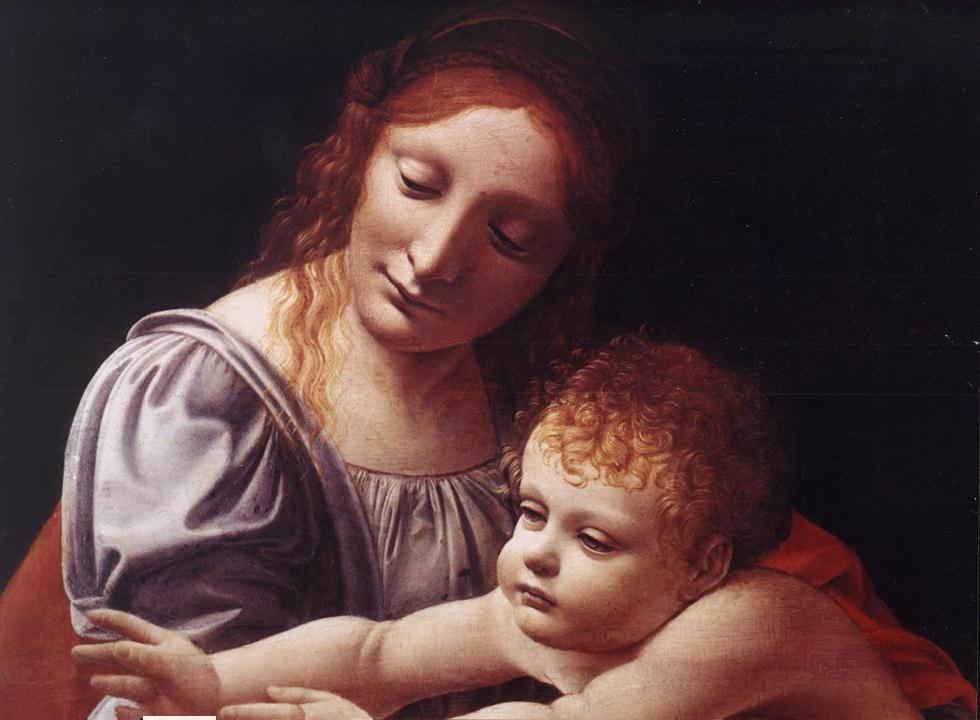
Giovanni Antonio Boltraffio, La Vierge à l'Enfant (détail), vers 1490, Budapest, musée des Beaux-Arts.
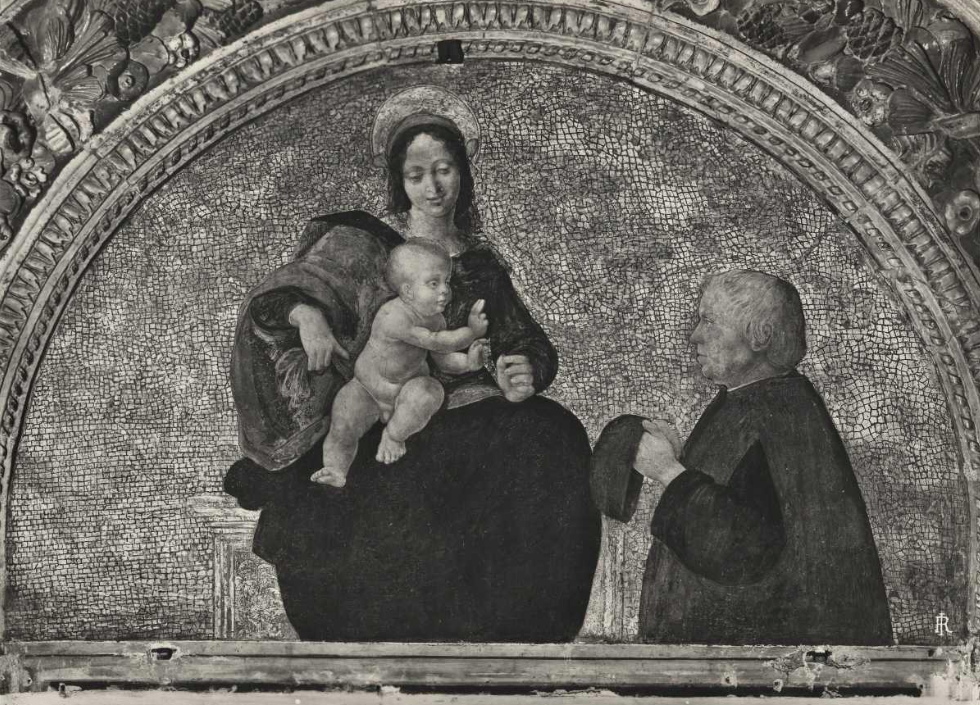
Cesare da Sesto, Vierge à l'enfant avec donateur, entre 1505 et 1515, Rome, couvent de l'Église Sant'Onofrio au Janicule.

#### Ouvrages
- (en) Katy Blatt, Leonardo da Vinci and The Virgin of the Rocks : one painter, two virgins, twenty-five years [« Léonard de Vinci et la Vierge aux rochers : un peintre, deux vierges, vingt cinq ans »], Newcastle, Cambridge Scholars Publishing, 2018, XVII-180 p., 21 cm (ISBN 978-1-5275-0644-2, OCLC 1019751278).
- (en) Pietro C. Marani, « Leonardo's drawings in Milan and their influence on the graphic works of the milanese artists », dans Carmen C. Bambach (éd. scientifique), Carlo Vecce, Carlo Pedretti, François Viatte, Alessandro Cecchi, Martin Kemp, Pietro C. Marani, Claire Farago, Varena Forcione, Anne-Marie Logan et Linda Wolk-Simon (assistance : Alison Manges et Rachel Stern), Leonardo da Vinci, master draftsman [« Léonard de Vinci, maître du dessin du corps humain »] (catalogue de l’exposition du Metropolitan Museum of Art, New York, du 22 janvier au 30 mars 2003), New York ; New Haven, Metropolitan Museum of Art ; Yale University Press, 2003, xiv-786, 29 cm (ISBN 978-1-5883-9034-9), p. 155-190.
- Johannes Nathan et Frank Zöllner (trad. de l'allemand par Wolf Fruhtrunk), Léonard de Vinci, 1452-1519 : l'œuvre graphique, Köln ; Paris, Taschen, coll. « Bibliotheca universalis », 6 novembre 2014, 768 p., 21 cm (ISBN 978-3-8365-5440-4).
- Carlo Pedretti et Sara Taglialagamba (trad. de l'italien par Renaud Temperini), Léonard de Vinci : L'art du dessin [« Leonardo, l'arte del disegno »], Paris, Citadelles et Mazenod, 11 octobre 2017, 240 p., 29 cm (ISBN 978-2-85088-725-3).
- (en) Jean-Paul Richter, The Literary Works of Leonardo da Vinci, vol. 1, Londres, Sampson Low, 1883, 544 p..
- (en) Françoise Viatte (trad. Jane Marie Todd), « Entries », dans Carmen C. Bambach (éd. scientifique), Carlo Vecce, Carlo Pedretti, Françoise Viatte, Alessandro Cecchi, Martin Kemp, Pietro C. Marani, Claire Farago, Varena Forcione, Anne-Marie Logan et Linda Wolk-Simon (assistance : Alison Manges et Rachel Stern), Leonardo da Vinci, master draftsman [« Léonard de Vinci, maître du dessin du corps humain »] (catalogue de l’exposition du Metropolitan Museum of Art, New York,), New York ; New Haven, Metropolitan Museum of Art ; Yale University Press, 2003, xiv-786, 29 cm (ISBN 978-1-5883-9034-9), p. 242-722.
- Françoise Viatte, Léonard de Vinci : Dessins et manuscrits (catalogue de l'exposition présentée au musée du Louvre, Paris, du 5 mai au 14 juillet 2003), Paris, Réunion des Musées Nationaux (no 61), 9 mai 2003, 495 p., 28,2 × 22,1 cm (ISBN 978-2-7118-4589-7).

#### Articles
- Arthur Ewart Popham, « The Reappearance of some Leonardo Drawings », The Burlington Magazine, no 590,‎ mai 1952, p. 127-132.

#### Sites internet
- Ressources relatives aux beaux-arts :   - Joconde
  - Musée du Louvre (collections)
- Musée du Louvre, Département des Arts graphiques, « VINCI Leonardo da, Ecole florentine, Tête d'enfant de trois quarts à droite », sur arts-graphiques.louvre.fr, 2012 (consulté le 29 décembre 2018).